# Doliché (cité antique)
Pour les articles homonymes, voir Doliché.
Doliché, en grec ancien : Δολίχη / Dolíchē, est une polis de la Perrhébie, en Thessalie antique.
Son emplacement se trouve au pied du mont Olympe. Elle forme la communauté de Tripolis, c'est-à-dire en français : trois polis/cités, avec les localités voisines de Pýthion et d'Azoros.
Pendant la guerre antiochique, Tripoli est ravagée par une armée de la ligue étolienne, en l'an 191 avant notre ère.
Pendant la troisième guerre macédonienne, les trois villes se rendent à l'armée de Persée de Macédoine, en l'an 171 avant notre ère, mais la même année, les Romains les reconquièrent.
En l'an 169 avant notre ère, des troupes du consul romain Quintus Marcius Philippus campent entre Azoros et Doliche,.
Les trois cités frappent une pièce commune avec l'inscription « ΤΡΙΠΟΛΙΤΑΝ ».
Plusieurs sites ont été identifiés avec celui de Doliché. Depuis la fin du XXe siècle on considère que le site des époques classique et hellénistique se situe près de Sarantaporo, et celui des époques romaine et palochrétienne au lieu-dit Kastri à quelques km de l'actuel village de Dolíchi,,. Ce dernier portait avant son renommage en 1928 le nom de Douchlista (peut-être une déformation du nom antique).